# Slagle Ridge
Slagle Ridge ist ein hoher, wuchtiger und verschneiter Gebirgskamm im Norden des ostantarktischen Viktorialands. In den Admiralitätsbergen ragt er zwischen dem Slone- und dem Burnette-Gletscher auf.
Der United States Geological Survey kartierte ihn anhand eigener Vermessungen und Luftaufnahmen der United States Navy aus den Jahren von 1960 bis 1963. Das Advisory Committee on Antarctic Names benannte ihn im Jahr 1970 nach Thomas Dick Slagle (1905–1983), leitender Arzt auf der Station Little America V im Jahr 1958.